# Okroška
Okroška (rusky окрошка) je studená ruská polévka založená na kvasu. Hlavní přísadou je zelenina, která může být smíchána se studeným vařeným masem či rybou v poměru cca 1:1. V závislosti na tom může být okroška se zeleninou, s masem nebo s rybami.
V okrošce se musí nacházet dva druhy zeleniny. První musí mít neutrální chuť (vařené brambory, řepa, tuřín, mrkev nebo okurka) a druhý musí být aromatický, složený především ze zelené cibule či jiných bylinek (kopr, petržel, kerblík nebo celer). Do jedné polévky můžeme použít i několik různých druhů masa. Nejčastější přísadou je buď samotné hovězí maso, nebo v kombinaci s masem drůbežím. Pokud chceme použít rybu, nejlepší je lín, štika, treska nebo jiná ryba s neutrální chutí.
Nejčastěji používaným kvasem je bílý okroškový kvas, který je mnohem kyselejší než běžný kvas na pití. Použitá koření zahrnují hořčici, černý pepř a nálev z kyselých okurek.
Okroška se podává s vařenými vejci a smetanou.

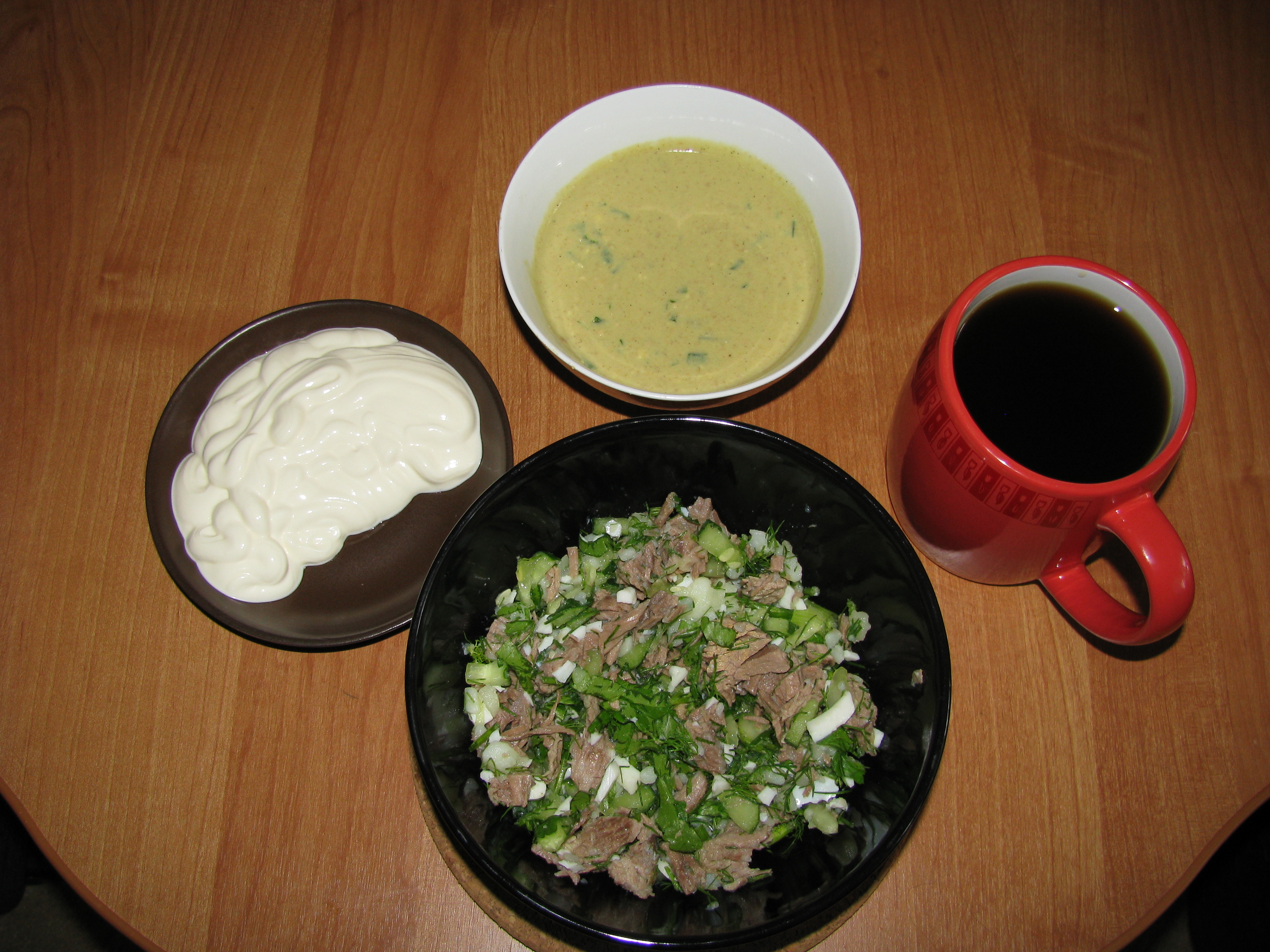
Klasická okroška s hovězím masem. Vedle smetana, speciální dresink (ze šlehaných žloutků, ruské hořčice, křenu, zelené cibulky a soli) a kvas.
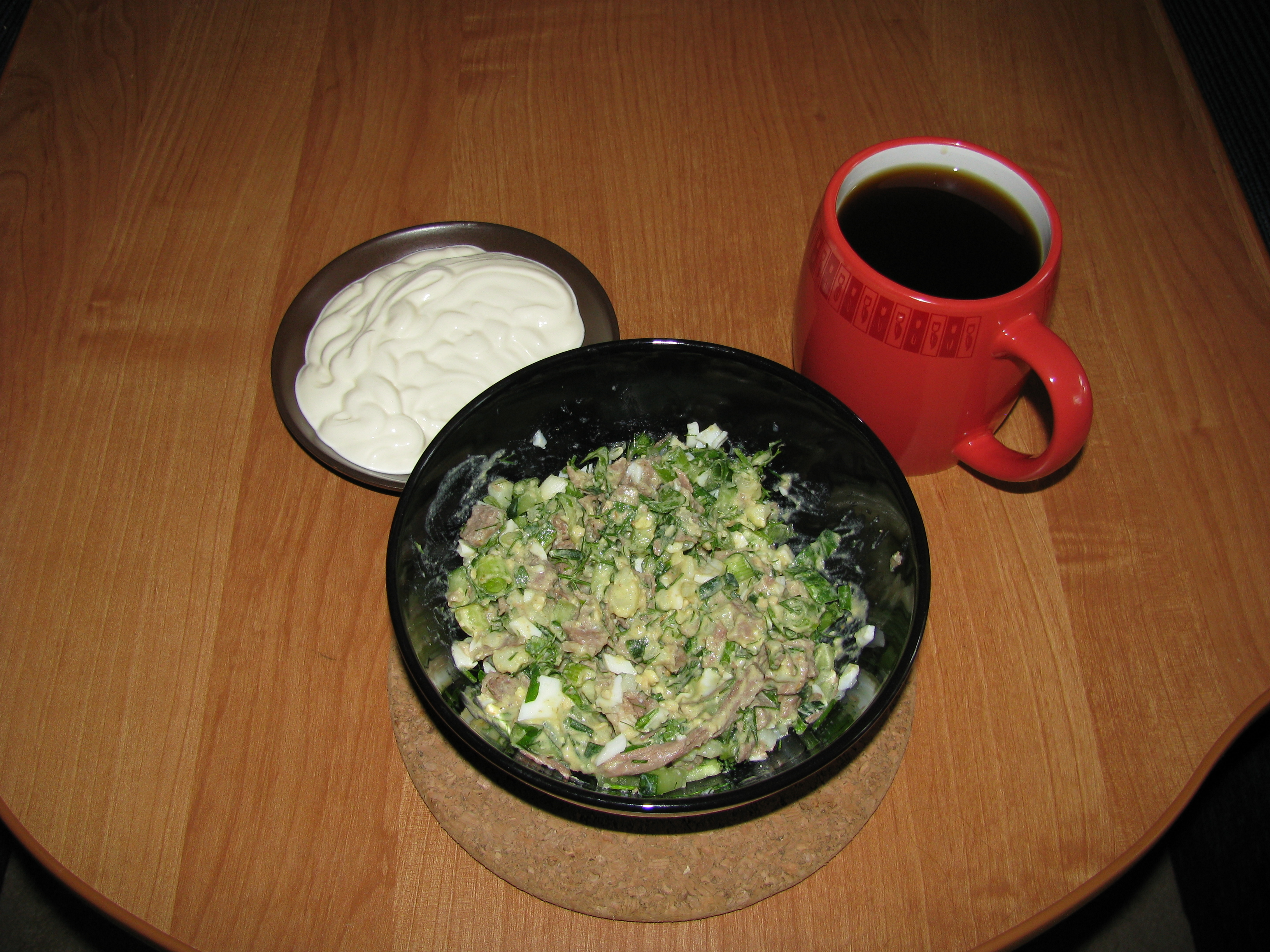
Okroška s přidaným dresinkem
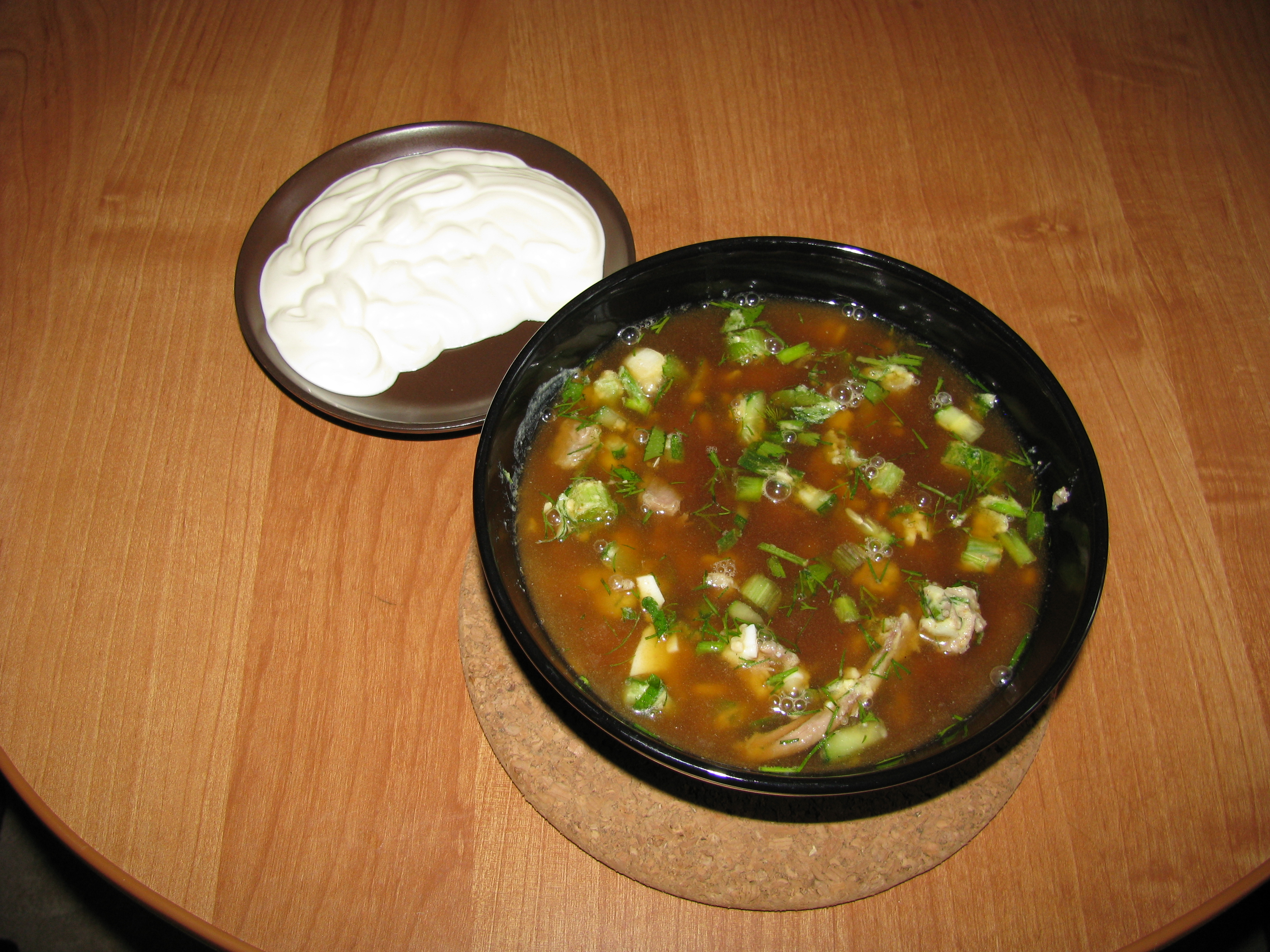
Okroška s přidaným kvasem
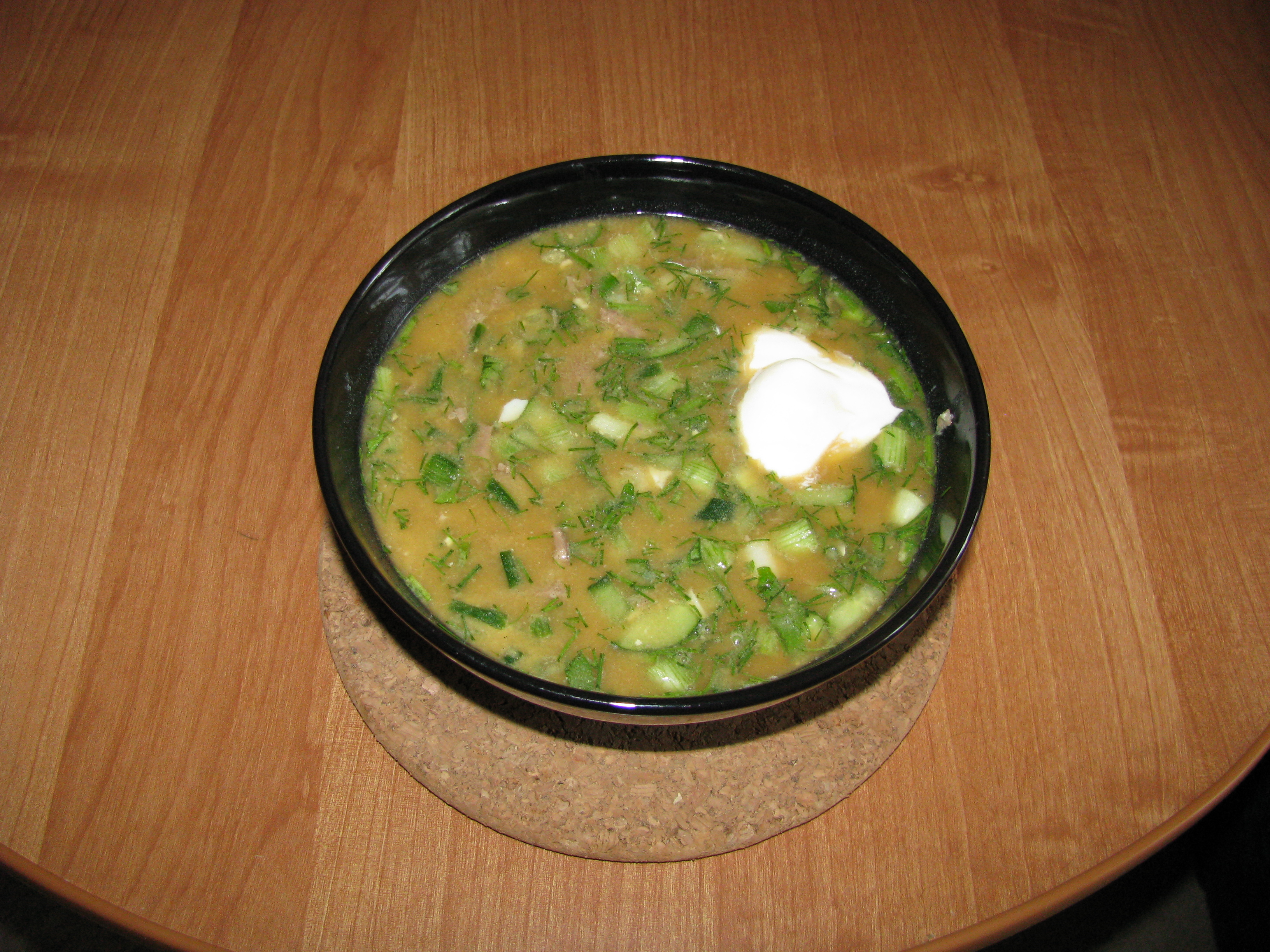
Okroška s přimíchanou smetanou
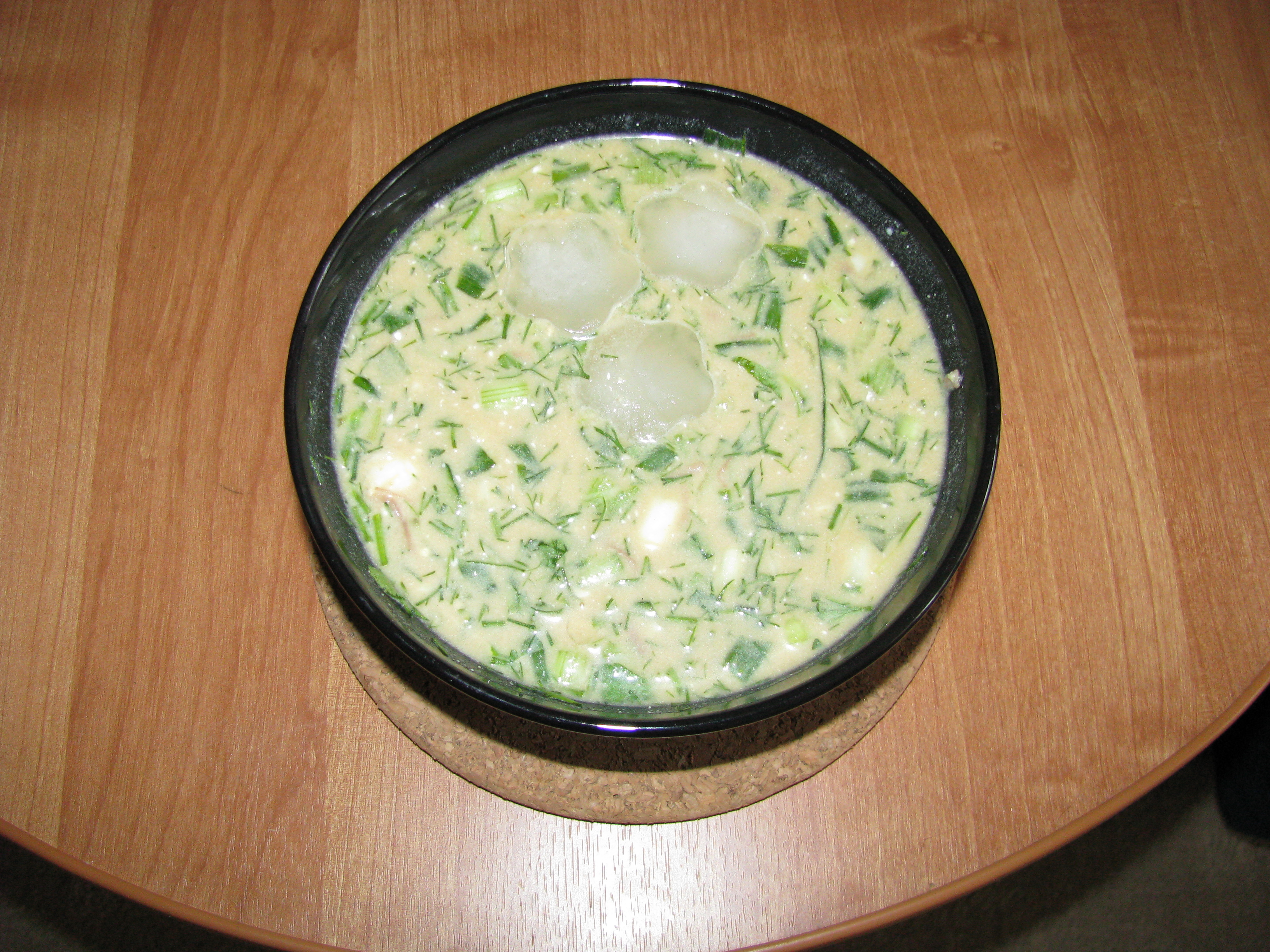
Hotová okroška s ledem.